# Брат (филм из 1997)
Брат ( рус. Брат, транслит.  Брат ) је руски нео-ноар и криминалистички филм из 1997. по сценарију и режији Алексеја Балабанова. У филму глуми Сергеј Бодров млађи као Данило Багров, млади бивши војни обвезник који се преко свог старијег брата криминалца уплео у мафију из Санкт Петербурга. Појавио се у секцији "Un Certain Regard" на Филмском фестивалу у Кану 1997.
Након објављивања на ВХС-у у јуну 1997, Брат је неочекивано постао један од комерцијално најуспешнијих руских филмова 1990-их и брзо је постигао култни филмски статус широм Русије. Због популарности филма и потражње фанова, 2000. је објављен наставак, Брат 2.

## Заплет
Филм прати повратак Данила Багрова (Сергеј Бодров млађи), ветерана Првог чеченског рата, у његов родни град Приозерск након демобилизације руске армије. Међутим, чак и пре него што се врати кући, завршава поражен у тучи са обезбеђењем, када случајно уђе на филмски сет. Локална полиција га пушта, под условом да нађе посао. Његов отац, лопов, умро је у затвору, а мајка, не желећи да Данило дели очеву судбину, инсистира да отпутује у Санкт Петербург да потражи успешног старијег брата Виктора, за кога мајка верује да ће му помоћи да заради живећи.
Данило путује у Санкт Петербург да упозна Виктора, који послује са гангстерима. Оно што би требало да буде путовање у проналажење добре будућности, коначно се претвара у спиралу криминала, мафије и дроге за Викторов посао. Тамо упознаје Кат, енергичну наркоманку, и Неметса (буквално „Немац“) и Хофмана (Јуриј Кузњецов), бескућника кога Данило спасава од насилника.
Њихова мајка не зна, Виктор ( Виктор Сухоруков) је успешан убица, познат на улици по надимку „Татарин“, који постаје превише независан и почиње да иритира свог мафијашког шефа "Округлоглавог". Његова последња дестинација је недавно пуштени шеф чеченске мафије који води тржиште. Округлави, незадовољан количином новца коју је Виктор тражио за ударац, наређује својим насилницима да пазе на Виктора.

## Улоге
| Глумац               | Улога                                                             |
| -------------------- | ----------------------------------------------------------------- |
| Сергеј Бодров млaђи  | Данило Сергејевич Багров                                          |
| Виктор Сухоруков     | Виктор Сергејевич Багров, Данилов брат и убица по надимку Татарин |
| Светлана Писмиченко  | Света, возач теретног трамваја                                    |
| Марија Жукова        | Кат, наркоманка                                                   |
| Јуриј Кузњецов       | Герман Хофман, Данилов пријатељ                                   |
| Ирина Ракшина        | Зинка                                                             |
| Сергеј Мурзин        | Округлоглави, шеф криминалне банде                                |
| Анатолиј Журављев    | нервозни разбојник                                                |
| Андреј Федорцов      | Стјопа, радио директор                                            |
| Игор Шибанов         | Никола, полицајац                                                 |
| Сергеј Дебижев       | Режисер видео клипова                                             |
| Алексеј Севастјанов  | Разбојник из групе Округлоглавог                                  |
| Ринат Ибрагимов      | Шиша, разбојник                                                   |
| Владимир Ермилов     | Павел Евграфович, Светин муж                                      |
| Анатолиј Горин       | Светин цимер                                                      |
| Андреј Краско        | Власник стана у коме су се разбојници населили                    |
| Денис Кирилов        | Рекетирање на тржишту                                             |
| Наталиа Лвова        | Продавачица која је Данила истерала из радње                      |
| Виталиј Матвејев     | Деда алкохоличар                                                  |
| Василина Стрелникова | Продавац ЦД-ова                                                   |
| Сергеј Астахов       | Камионџија                                                        |
| Артур Харутјуњан     | Кавказац у трамвају                                               |
| Сергеј Исавнин       | Контролор трамваја                                                |
| Јуриј Макусински     | Чечен, шеф криминалне групе                                       |
| Татјана Захарова     | Мајка Данила и Виктора                                            |
| Алексеј Полујан      | Кртица, убица који је покушао на Данила                           |
| Владимир Лабецки     | Гвожђе, бандит                                                    |
| Игор Лифанов         | Разбојник из групе Округли                                        |

## Производња
Цео процес снимања одвијао се у року од 31 дан, уз мали буџет од око 10.000 долара. Глумци су радили за малу или никакву плату и, због ниског буџета, носили су своју одећу на сету током већег дела филма. Нека одећа је купљена половна на бувљим пијацама, као што је Данилин џемпер који носи током већег дела филма. Већина филма је снимљена у Санкт Петербургу на Васиљевском острву; првих шест минута филма, смештених у Данилов родни град Приозерск, снимљено је на локацији, а сцена у којој Данила улази на филмски сет одвија се испред зидина тврђаве Корела .
Светлана Писмиченко је научила да управља трамвајем за своју улогу Свете. Током снимања сцене у којој Данила пуца у ногу Светиног мужа, глумац који га игра (Владимир Ермилов) заиста је рањен у ногу због незгоде са пиротехником. Пре снимања последње сцене, где Данила стопира на камиону, екипа је схватила да нико од глумаца не зна да управља камионом. Због тога је Сергеј Астахов, сниматељ филма, играо кратку улогу возача камиона.
Филм је објављен на ВХС-у у јуну 1997. и премијерно приказан на телевизији 12. децембра 1997. године.

## Наставак
Након успеха филма, Балабанов је првобитно планирао да направи трилогију о брату : други део је требало да се одигра у Москви, а трећи у Америци. Током фазе писања, међутим, напустио је ову идеју и уместо тога спојио други и трећи део у један наставак.  Брат 2 је познат по томе што има знатно већи буџет, ставља већи нагласак на акционе секвенце и смештен је у Москву и Чикаго .

## Музика у филму
| №   | Назив                                              | Трајање |  |
| 1.  | "During the rain (Во время дождя)"                 | 3:49    |  |
| 2.  | "Wings (Крылья)"                                   | 3:48    |  |
| 3.  | "Gentle vampire (Нежный вампир)"                   | 3:53    |  |
| 4.  | "Three tsars (Три царя)"                           | 4:25    |  |
| 5.  | "Air (Воздух)"                                     | 5:16    |  |
| 6.  | "People on the hill (Люди на холме)"               | 5:09    |  |
| 7.  | "Flying Frigate (Летучий фрегат)"                  | 3:21    |  |
| 8.  | "Mother of the Gods (Матерь богов)"                | 4:37    |  |
| 9.  | "Clap Clap (Хлоп-хлоп)"                            | 4:00    |  |
| 10. | "For nothing (Даром)"                              | 3:51    |  |
| 11. | "Black birds (Чёрные птицы)"                       | 3:26    |  |
| 12. | "The beast (Зверь)"                                | 6:59    |  |
| 13. | "People on the hill (demo) (Люди на холме (демо))" | 3:20    |  |

## Критички осврт
Брат има оцену одобравања од 100% на веб локацији агрегатора рецензија Роттен Томатоес, на основу 5 рецензија, и просечну оцену од 7,63/10.

## Културни утицај
- Објављена 2008. и 2009. године, компјутерска игра "Grand Theft Auto IV" је највероватније делом инспирисана филмом. Протагониста (Нико Белић) је Србин који се вратио у мали град након служења војног рока и учешћа у војном сукобу. Касније, Нико путује у Либерти Сити да живи са братом Романом, коме је лагао о свом стању. Прототип ове радње је видљив у филму.